# Pfarrkirche Untermieming
Koordinaten: 47° 17′ 41,3″ N, 10° 59′ 2,9″ O
Die römisch-katholische Pfarrkirche Untermieming steht im Ort Untermieming in der österreichischen Gemeinde Mieming in Tirol. Die Pfarrkirche Mariä Himmelfahrt gehört zum Dekanat Silz in der Diözese Innsbruck. Die Kirche steht unter Denkmalschutz.

## Geschichte
Urkundlich wurde die Pfarre im Jahre 1311 erwähnt. Die Kirche wurde im Jahre 1430 geweiht. Heute sind der spätgotische Nordturm und die spätgotischen Portale erhalten. Mit dem Architekten Josef Huter erfolgte der Neubau der Saalkirche in den Jahren 1890/1891.

## Architektur
Kirchenäußeres

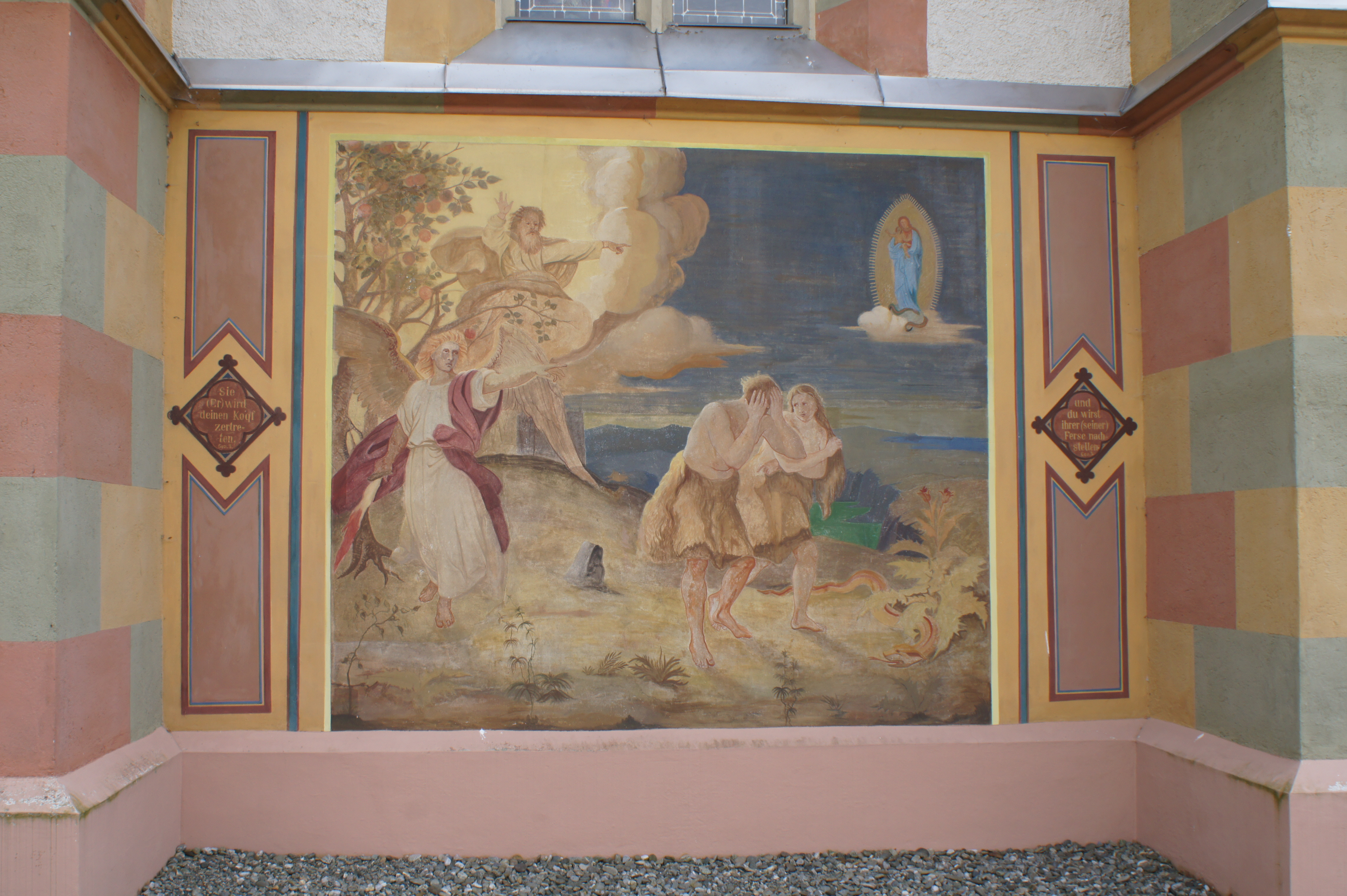
Vertreibung aus dem Paradies, Wandgemälde von Emanuel Walch

Das Langhaus und der eingezogene Chor sind mit zweifach abgestuften Strebepfeilern, einem umlaufenden Kaffgesims und Maßwerkfenstern ausgestattet. Der spätgotische Nordturm ist mit der Jahresangabe 1498 bezeichnet und besitzt spitzbogige gekoppelte Schallfenster und Maßwerkfenster in den Giebeln, dazu trägt er einen hohen Spitzhelm. Vom spätgotischen Kirchenbau sind auch die spitzbogigen Portale im Norden und Westen erhalten. Das Westportal stammt aus dem 16. Jahrhundert und hat eine verstäbte Rahmung, wobei die äußeren Stäbe gedreht sind. An den Langhausseiten befinden sich die Wandgemälde Schöpfung, Vertreibung aus dem Paradies, Opfer Abrahams, Taufe Christi, Ungläubiger Thomas, Pfingstwunder und Jüngstes Gericht vom Maler Emanuel Walch aus dem Jahre 1896. Am Turm befindet sich ein Gemälde Mariä Himmelfahrt vom Maler Josef Prantl aus dem Jahre 1958.
Kircheninneres
Das dreischiffige vierjochige Langhaus besitzt ein Kreuzrippengewölbe auf abgekanteten Pfeilern.

## Ausstattung
Der Hochaltar mit den Reliefs Beweinung Christi und Tempelgang Mariens trägt im Aufsatz die Figuren Johannes der Täufer und Johannes Evangelist und am Tabernakel Gottvater mit einem Kruzifix. Er wurde von der Werkstatt Adolf Vogl im Jahre 1897 geschaffen.
Die Orgel baute Anton Behmann im Jahre 1892. Das original erhaltene Instrument mit 17 Registern wurde 2008 von Orgelbau Kuhn restauriert.

## Glocken
Das Geläute der Pfarrkirche von Untermieming besitzt vier Stahlglocken, die von den Gußstahlwerken Böhler aus Kapfenberg hergestellt wurden.
Die Stimmung der Glocken lautet:
d1 fis1 a1 cis2
Die Glocken 2 und 3 werden mit Fallklöppeln geläutet.
Das Vollgeläute ist nur an den hohen Feiertagen zu hören.
Es ist noch eine fünfte Glocke vorhanden, die aber nur solistisch erklingt und als Totenglocke ihre Verwendung findet.